# Desmond Morris
Desmond Morris (født 24. januar 1928 i landsbyen Purton i England) er en engelsk zoolog. Han er særlig optaget af menneskers og dyrs opførsel, og specielt hans måde at studere mennesker som et dyr, som ikke er væsensforskelligt fra andre dyr, har været både kontroversiel og rost.
Han har skrevet adskillige bøger hvoraf flere er oversat til dansk.
Det gælder Den nøgne abe, Intim adfærd, Den menneskelige zoo, Kunstens biologi, Menneskers adfærd, Et liv med dyr og Hvad siger din krop.
Under sin tid på Oxford Universitet i 1950'erne studerede han hundestejler.
Morris er også kendt for sin abstrakte malerkunst. Helt fra sin første udstilling i 1948 har han været en del af den britiske surrealismen.